# حويرنة
مرطبانات (مرتبانات) زجاجية للإستهلاك (أو تجميدها في الثلاجة دون لبن حيث يضاف اللبن لها قبل تحضيرها للإستهلاك ببضع ساعات). تسكب الحويرنة باللبن في طبق ويوضع عليها القليل من زيت الزيتون وتغمس بالخبز ويفضل البعض أن يأكل معها البصل الأخضر.
يمكن استبدال الحويرنة بأعشاب الخردل الأسود (بالإنجليزية: Black Mustard)‏ و (باللاتينية: Brassica nigra) أو (باللاتينية: Sinapis nigra) الخضراء وتعرف بالخردل أو المقرة (المؤرة) والتي تشتهر بها بلاد الشام عموما وفلسطين خصوصا وتنمو في موسم الربيع، ويتم تحضيرها بنفس طريقة تحضير الحويرنة.
إذا لم تتوفر الحويرنة أو الخردل (أو في غير موسمهما) يمكن استبدالهما بالجرجير (أو البقلة) مع اللبن. و هي من الاكلات التي يحبها الفلسطينيون
انا جونغكوك و سكرا
صلات خارجية
- الحويرنة بلبن الرايب...من اعشاب فلسطين على يوتيوب.